# Aranmula Ponnamma
Aranmula Ponnamma (22 de março de 1914 - 21 de fevereiro de 2011) foi uma atriz indiana vencedora do National Film Awards.